# Alpujarra
Alpujarra – miasto w Kolumbii, w departamencie Tolima.